# Peru világörökségi helyszínei
Peru területéről 2021. augusztusig tizenhárom helyszín került fel a világörökségi listára, huszonhárom helyszín a javaslati listán várakozik a felvételre.  
| | Cuzco városa |
| 1983 |              |
| Kulturális (III)(IV) |              |
| Védett terület: 142,48 ha, puffer zóna: 284,93 ha, hivatkozás: 273 |              |
| A perui Andok egyik termékeny völgyében 3400 méter magasan elterülő Cuzco az Újvilág egyik legrégebbi ma is lakott városa, az Inka Birodalom egykori fővárosa. A hagyomány szerint ez első mitikus inka uralkodó alapította 1200 körül, majd a következő 300 év folyamán politikai, vallási, adminisztrációs és kulturális központ lett belőle. A spanyol hódítók 1533-ban foglalták el, akik bár megőrizték a város alapvető szerkezetét átépítették politikai és vallási épületeit, majd katolikus templomokat és kolostorokat emeltek azért, hogy a bennszülött hagyományokat amennyire lehet eltöröljék. A városban található legfontosabb hódítás előtt emlékek a gránit vagy andezit tömbökből aprólékos gonddal megépített falak és a Naptemplom romjai, amely régi templomkörzet központi szentélye volt. A spanyolok e fölé építették a Santo Domingo zárdát, míg a jezsuita templomot Peru egyik legszebb barokk templomát az inka uralkodó Huayna Capac palotájának maradványaira emelték. |              |

| | Machu Picchu |
| 1983 |              |
| Vegyes (I)(III)(VII)(IX) |              |
| Védett terület: 38 160,87 ha, hivatkozás: 274 |              |
| A látványos inka romváros egy hegyi trópusi esőerdő közepén áll 2430 méteres magasságban. A hódítók feltehetően nem tudtak a létezéséről és a nagyközönség is csak a 20. század elején szerzett tudomást róla. Ez a legjobb állapotban fennmaradt inka romváros és egyben Dél-Amerika egyik legjelentősebb régészeti lelőhelye. A településről eddig nem találtak feljegyzéseket, feltételezhetően i. sz. 1450 körül épült és egy évszázaddal később már el is hagyták lakói. A 325 négyzetkilométeren elterülő városban több városrész különíthető el, egy hatalmas megművelt földteraszok közelében épült földműves negyedet, egy ipari és valamint egy vallási negyedet. A földteraszokat bonyolult csatornarendszer segítségével öntözték. A palotákat, templomokat és a lakóépületeket nem védték falakkal egy esetleges támadás ellen. A város legfontosabb műemlékei közé tartozik a Kerek Torony, a Naptemplom és a Háromablakos szoba. A város körzetében élők a mai napig is kukorica valamint burgonyatermesztéssel foglalkoznak, életmódjuk hasonlít az ötszáz évvel ezelőtt itt élők életéhez. |              |

| | Chavín de Huántar |
| 1985 |                   |
| Kulturális (III) |                   |
| Védett terület: 14,79 ha, hivatkozás: 330 |                   |
| Chavín de Huántar az Andokban a Fehér Kordillerák egyik völgyében 3177 méter tengerszint feletti magasságban helyezkedik el. Ez a település adott nevet Dél-Amerika egyik legnagyobb hatású prekolumbián kultúrájának a chavín kultúrának, ami i. e. 1000 és i. sz. 300 között élte virágkorát. Ez az egyik legkorábbi és legismertebb lelőhelye, ami leginkább építészete és kőfaragása miatt ismert. A látványos teraszokból és terekből álló, kőfalakkal és kőoszlopokkal körülvett komplexum legkorábbi épülete az úgynevezett Régi Templom, egy körkörös süllyesztett szertartási tér egy négyszögletes, többször kibővített piramissal. A chavín-kultúrára jellemző nagyméretű faragványok állatokat -köztük ragadozó madarakat- valamint félig emberi, félig állati alakokat ábrázolnak. A művészek számos kőfejet is kifaragtak, amik kihatottak Dél-Amerika későbbi művészetére is. A lelőhely legfontosabb épülete a főtemplom amelynek falait vulkanikus eredetű kőtömbökből emelték és állatfaragványokkal díszítették. Másik jelentős eleme egy folyosókból álló földalatti rendszer ahol egy 4,5 méter magas félig embert félig állatok ábrázoló sztélét állítottak fel. Az ásatások során feltárt leleteket, köztük a Tello-obeliszket, a Raimondi-sztélét valamint textilmaradványokat, fémtárgyakat, fazekastermékeket a limai régészeti múzeumban őrzik. |                   |

| | Huascarán Nemzeti Park |
| 1985 |                        |
| Természeti (VII)(VIII) |                        |
| Védett terület: 340 000 ha, hivatkozás: 333 |                        |
| A nemzeti park nevét Peru legmagasabb hegyéről a Nevado Huascaránról kapta, ami az Andok részét képező Kordillerák hegyláncban fekszik. A táj jellegzetes elemei a gleccserek, a hegyi tavak, a szurdokok és a hegyi patakok. A területen 27 hatezer méter fölötti hegycsúcs található amelyek közül az El Huascaran 6768 méteres magasságba nyúlik. A nemzeti parkban folytatott ásatások bebizonyították, hogy a térség évszázadokon keresztül különböző törzseknek volt az otthona. A terület jelenleg lakatlan, azonban egy egyezmény lehetővé teszi a közelben élőknek, hogy az alföldeken őshonos állatokat legeltessenek. A nagy tengerszint feletti magasság következtében az éves átlaghőmérséklet mindössze 3 ℃ , de a 30 gleccserrel és 125 gleccsertóval tagolt táj ennek ellenére változatos növény- és állatvilággal rendelkezik. Négyezer méteres magasságban él a világ legnagyobb broméliája, ami tíz méteresre is megnőhet. Az itt élő emlősök közé tartozik a pápaszemes medve, a puma, a vikunya, a fehérfarkú szarvas és a hegyimacska. Az eddig azonosított körülbelül száz madárfaj közül leglátványosabb az Andoki kondor és az óriáskolibri, a világ legnagyobb kolibrije. |                        |

| | Chan Chan régészeti körzete |
| 1986 |                             |
| A veszélyeztetett világörökségi helyszínek listájára került: 1986 |                             |
| Kulturális (I)(III) |                             |
| Védett terület: 1 414,74 ha, hivatkozás: 366 |                             |
| Chan Chan, a Csimu királyság egykori fővárosa a prehispán Amerika legnagyobb városa egy 6 négyzetkilométeres területen fekszik a mai Trujillo közelében. A szigorú politikai és társadalmi alapokon szervezett város a 15. században élte fénykorát. Területét kilenc, magas kőfalakkal körvonalazott önálló egységre bontották, amelyeket egy vagy több tér köré szerveztek. Az épületeket szárított vályogtéglából és agyag-cement lapokból emelték. A körzetek templomokból, lakóépületekből, raktárakból, főzőhelyiségekből és szertartásokhoz használatos emelvényekből álltak. A város kikötővel, bonyolult csatornarendszerrel és vízvezetékkel is rendelkezett, valamint a közelben elhelyezkedő ipari területekkel, ahol feltételezhetően fafeldolgozással, szövéssel és nemesfém-megmunkálással foglalkoztak. A Moche folyónál öntözőrendszer alakítottak ki és termékennyé tették a ma sivatagos területet. A település alaprajza a csimu civilizáció fejlett politikai és társadalmi szerkezetét tükrözi. A vályogból készült városfalakat állatokat és geometrikus formákat ábrázoló mintákkal díszítették. A Csimu királyság pusztulását az inka hódítás okozta, ezért örömmel fogadták a spanyol hódítókat. A spanyolok 1535-ben megalapították Trujillót ennek következtében Chan Chan elvesztette jelentőségét és elnéptelenedett. A vályogépületek rossz állapota, a fosztogatások és az időjárás romboló hatása miatt a helyszín felkerült a Veszélyeztetett világörökségi helyszínek listájára. |                             |

| | Manu Nemzeti Park |
| 1987, kisebb módosítás: 2009 |                   |
| Természeti (IX)(X) |                   |
| Védett terület: 1 716 295,2 ha, hivatkozás: 402 |                   |
| Peru második legnagyobb nemzeti parkja a Föld egyik legnagyobb biológiai változatosságot mutató helye. Az 1973-ban alapított park az Andok keleti lejtőjén és az Amazonas medencéjében fekszik 150 és 4200 méteres tengerszint feletti magasság között. A 15 000 négyzetkilométeres védett területhez tartozik a Manu folyó egész medencéje valamint a Alto Madre de Dios folyó medencéjének egyes szakaszai. A térség jelentős része árterület, vegetációja trópusi alföldi esőerdő, trópusi hegyi esőerdő és a magasabban fekvő területeken füves táj. A nemzeti park növényvilága jelenleg még kevéssé ismert, feltételezhető, hogy nagyszámú növényfajt még nem azonosítottak. A nehezen megközelíthető, ma is nagyrészt háborítatlan területen több ezer növényfaj él, és eddig 850 madárfajt jegyeztek fel. Az emlősök közül eddig kétszázat azonosítottak, köztük olyan ritka fajokat mint az óriásvidra, a tatu, a puma és a koati. A parkban legalább négy bennszülött törzs él akik megélhetésüket gumós növények termesztésével, halászattal, vadászattal és teknőstojás gyűjtéssel biztosítják. |                   |

| | Lima történelmi központja |
| 1988, kiterjesztés: 1991 |                           |
| Kulturális (IV) |                           |
| Védett terület: 259,36 ha, puffer zóna: 766,7 ha, hivatkozás: 500 |                           |
| Limát 1535-ben alapította Francisco Pizarro Peru meghódítója és a város a gyakori földrengések ellenére is a 18. század közepéig a dél-amerikai spanyol gyarmati területek, valamint az 1542-ben alapított Perui Alkirályság központja maradt. 1570 és 1821 között itt volt a helyi inkvizíció székhelye is. Az 1687-es, az 1746-os földrengésekben és a 19. század végi háborúkban komoly károkat szenvedett, és a 18. századtól fokozatosan elvesztette befolyása jelentős részét. A világörökségi helyszínhez egyházi és középületek is tartoznak. Az 1700-as évek elejétől építészetében a barokk stílus válik uralkodóvá. Ekkortól épült a székesegyház valamint a város legszebb faragott erkélyeivel díszített Palacio de Torre Tangle. Limában található Dél-Amerika legnagyobb gyarmati egyházi épületegyüttese is, az 1672-ben befejezett San Francisco-templom és a hozzá tartozó kolostor. A 19. századi építmények közül kiemelkedik a szecessziós stílusú Casa Courret, a 20. századiak közül pedig az Érseki és a Kormánypalota. Ezek a későbbi épületek a városközponttól kicsit távolabb helyezkednek el, így Lima történelmi központja a város gyarmati múltját idézi fel. |                           |

| | Río Abiseo Nemzeti Park |
| 1990, kiterjesztés: 1992 |                         |
| Vegyes (III)(VII)(IX)(X) |                         |
| Védett terület: 272 407,9 ha, hivatkozás: 548 |                         |
| Az Észak-Peruban, a Középső Kordillerák keleti lejtőjén elterülő 2700 négyzetkilométeres nemzeti parkot 1983-ban alapították az őserdei állat- és növényvilág megóvásának érdekében. A hegyekkel borított terület érintetlen trópusi őserdeiről és füves területeiről ismert. Talaja alapvetően savas és soha nem érte mezőgazdasági vagy fakitermelési tevékenység hatása. Az itteni állat- és növényvilág java része őshonos. A park számos olyan ritka állatfajnak nyújt menedéket, mint a jaguár, a pápaszemes medve, a tatu, nyílméregbéka-félék, a vörös bőgőmajom, és a korábban kihaltnak hitt sárgafarkú gyapjasmajom utolsó populációja. A parkban számos madárfaj is él, köztük az andoki szirtimadár, Peru nemzeti madara. A feltárt régészeti leletek bizonyítják, hogy a terület már i. e. 6000 körül lakott volt. A kutatások 1985-ben kezdődtek és a 2500 és 4000 méteres magasság között folytatott ásatások eddig több mint harminc prekolumbián időkből származó lelőhelyet tártak fel, amelyek átfogó képet adnak az inkák előtti társadalmak életéről. |                         |

| | Nazca-vonalak és kőrajzok és a Pampas de Jumana |
| 1994 |                                                 |
| Kulturális (I)(III)(IV) |                                                 |
| Védett terület: 75 358,5 ha, hivatkozás: 700 |                                                 |
| A Nazca-civilizáció központja a sivatagban az Andok lábánál helyezkedett el, Limától megközelítőleg 400 kilométerre. Az i. e. 1000 és i. sz. 500 között alkotott Nazca-vonalak, Dél-Amerika legrejtélyesebb régészeti objektumai körülbelül 450 négyzetkilométeren szóródnak szét. A legnagyobb kőrajzok elérhetik a 200 méteres hosszúságot is. A vonalakat kétféle módon hozták létre. A legkorábbi, a chavín-kultúra idejére datálható ábrázolásokat kövek egymásra halmozásával készítették. A későbbieket, amik i. e. 500 után már a nazca-korból valók a legfelső, az időjárás hatására rozsdavörösre színeződött talajréteg eltávolításával, így láthatóvá vált az ettől erősen eltérő világosabb talajréteg. A kőrajzok két csoportra oszthatók, az egyik csoport figurális ábrázolásokból áll, ezek madarakat, rovarokat, stilizált növényeket, embereket, hétköznapi tárgyakat és fantáziaalakokat jelenítenek meg, a másik csoport geometrikus mintákból, általában egyenes, egymást minden irányban keresztező vonalakból. A figurális ábrázolásokból eddig hetvenet azonosítottak, a rajzok jelentése és elkészítésük oka ismeretlen. |                                                 |

| | Arequipa történelmi központja |
| 2000 |                               |
| Kulturális (I)(IV) |                               |
| Védett terület: 166,52 ha, puffer zóna: 165,47 ha, hivatkozás: 1016 |                               |
| A puha vulkáni sziklára épült Arequipát 1540-ben alapították spanyol hódítók és a 2360 méteres magasságban fekvő város hamar a dél-andoki terület fontos csomópontjává vált. A világörökségi helyszínhez negyvenkilenc eredeti, a spanyolok által épített, valamint későbbi, a gyarmati időszakból és a 19. századból fennmaradt háztömb tartozik. A városfalak, az árkádok, a homlokzatok, a belső udvarok, a boltívek, az óvárosi paloták és a templomok latin-amerikai barokk stílusban épültek. A település a földrengések miatt súlyos károkat szenvedett, egyes épületei neoklasszikus stílusban építették újjá a 19. században. Ekkor emelték azt a megközelítőleg ötszáz díszes tornáccal ellátott városi palotát is amelyeket a korábban megsemmisült lakóházak helyére építettek. A történelmi város magja a Plaza de Armas, a város legfontosabb tere északi oldalán a székesegyházzal. A késő 18. századi La Campagnia jezsuita templom az úgynevezett mesztic-barokk legjelentősebb épületeinek egyike. A 16. és a 18. század közötti egyházi építészet alkotásai közé tartozik a San Francisco-, a Santa Catalina-, a Santo Domingo-, a San Augustin- és a La Merced-templom. |                               |

| | Caral-Supe szent városa |
| 2009 |                         |
| Kulturális (II)(III)(IV) |                         |
| Védett terület: 626,36 ha, puffer zóna: 14 620,3 ha, hivatkozás: 1269 |                         |
| Caral-Supe romvárosa Limától 180 kilométerre a Supe-folyó völgyében fekszik. A település a Norte Chico kultúra központja volt, és már az i. e. 3. évezredben több ezren lakták. A mezopotámiai és az egyiptomi civilizációval egyidős volt, viszont velük ellentétben elszigetelten fejlődött, és csak a közelében fekvő településekre gyakorolt hatást. A 0,7 négyzetkilométeres régészeti helyszínt 1994-ben fedezték fel. A város több kör alakú részre oszlik, amelyeket hat piramis határol. A felsővárosban álltak az uralkodó réteg lakóházai, valamint a vallási épületek, az alsóváros műhelyekből, piacterekből és szorosan egymás mellett elhelyezkedő lakóházakból állt. Az ásatások során egy amfiteátrumot és kőoszlopokat is feltártak. A bonyolult városi struktúra összetett, fejlett építészetre utal, ami egy szilárd államszervezetet tételez fel. A halomsírok, a szertartások nyomait őrző épületek egy erőteljes vallási ideológia bizonyítékai. Az egyik piramis alatt feltárt zsinórcsomó rendszer bizonyítja, hogy a csomóírást nem az inkák fejlesztették ki, hanem átvették egy korábbi kultúrától. |                         |

| | Qhapac Ñan - inka úthálózat |
| Argentína, Bolívia, Chile, Ecuador, Kolumbia és Peru közös világörökségi helyszíne |                             |
| 2014 |                             |
| Kulturális (II)(III)(IV)(VI) |                             |
| Védett terület: 11 407 ha, puffer zóna: 663 070 ha, hivatkozás: 1459 |                             |
| Az Andoki útrendszer hat ország, Argentína, Bolívia, Chile, Ecuador, Kolumbia és Peru közös világörökségi helyszíne. Ez egy kiterjedt, kommunikációs, kereskedelmi és védelmi célokra létrehozott, összességében több mint 30 ezer kilométer hosszú úthálózat. A prehispán közösségek által több évszázadon keresztül létrehozott útrendszer az Inka Birodalom hatalmának megszilárdításakor, a 15. században érte el legnagyobb kiterjedését. Ekkor keresztbe és hosszába is behálózta az Andok vidékét. Az úthálózat négy főúton alapul, amelyek Cuzcoból, az Inka Birodalom fővárosából indultak ki. A négy főutat alacsonyabb rendű utak alrendszerével kapcsolták egymáshoz. Az útrendszer a birodalom számára létfontosságú volt, egymástól nagy távolságra fekvő falvakat, városokat, vallási központokat és ipari tevékenységet folytató helyeket kötött össze. Az út egy 616 kilométeres szakaszán található 308 régészeti lelőhelyen az inka építészet és mérnöki teljesítmény kiemelkedő példáit tárták fel. Az útvonal egyes részeire szélsőséges körülmények jellemzők, ezek hóval borított, 6000 méter fölötti hegyvidékek, sivatagos területek, trópusi esőerdők, így az útrendszer kialakításához a kor legmagasabb szintű mérnöki teljesítményére volt szükség. |                             |

| | Chankillo régészeti helyszín, csillagászati komplexum |
| 2021 |                                                       |
| Kulturális (I) (IV) |                                                       |
| Védett terület: 4480 ha, puffer zóna: 43 990 ha, hivatkozás: 1624 |                                                       |
| A Peru északi-középső partvidékén a Casma-völgyben található csillagászati célra használt épületegyüttes az i. e. 3. századra datálható. A sivatagi környezetben álló épületelemeket a körülöttük fekvő tájelemekkel együtt arra használták, hogy a nap segítségével meghatározzák az év közbeni dátumokat. A csillagvizsgáló fő részei egy dombon álló háromszoros fallal megerősített épület, az úgynevezett Erődített templom, két másik épület, a Obszervatórium és a Adminisztratív központ, a domb gerincén egymástól szabályos távolságra elhelyezkedő 13 hasáb alakú torony és az úgynevezett Cerro Mucho Malo egy természeti képződmény. Az épületegyüttest feltételezhetően egy napkultusznak szentelték, amit megerősítenek az észak-déli irányban álló toronysor két végén található megfigyelési pontok, amik egész éven át lehetővé tették a napkelte és a napnyugta megfigyelését. A csillagvizsgáló kialakításához komoly természettudományos ismeretekre volt szükségük. A napciklust és mesterséges horizontot használták a napfordulók, napéjegyenlőségek és a többi dátum meghatározásához, ami éves szinten egy-két nap eltéréssel sikerült nekik. |                                                       |